# Archiv für Buchgewerbe und Graphik
Das Archiv für Buchgewerbe und Graphik war eine zu Beginn der Weimarer Republik kurzzeitig erschienene Fachzeitschrift zu den Themen Gebrauchsgrafik und Buchkunst. Das monatlich erscheinenden Blatt wurden in den Jahrgänge 1920 und 1921 in Leipzig vom Deutschen Buchgewerbeverein herausgegeben. Das Periodikum war der Nachfolger des Blattes Archiv für Buchgewerbe.
Nachfolger der Zeitschrift wurde das Archiv für Buchgewerbe und Gebrauchsgraphik.